# Kasyapa (vlinder)
Kasyapa is een geslacht van vlinders van de familie snuitmotten (Pyralidae), uit de onderfamilie Phycitinae.

## Soorten
- K. khasa Roesler & Kuppers, 1981
- K. medana Roesler & Kuppers, 1981